# Chrono Kristin Armstrong (course féminine)
Le Chrono Kristin Armstrong est une course cycliste sur route contre-la-montre disputée aux États-Unis. Elle est nommée en l'honneur de Kristin Armstrong. À sa création en 2018, elle fait partie du Calendrier international féminin UCI en catégorie 1.2.

## Palmarès féminin
| Année | Vainqueur        | Deuxième          | Troisième        |                  |
| ----- | ---------------- | ----------------- | ---------------- | ---------------- |
| 2018  | Amber Neben      | Chloé Dygert      | Jasmin Duehring  |                  |
| 2019  | Chloé Dygert     | Olga Zabelinskaïa | Jennifer Luebke  |                  |
| 2020  |                  |                   |                  |                  |
| 2021  | annulé/abandonné | annulé/abandonné  | annulé/abandonné | annulé/abandonné |
| 2022  | annulé/abandonné | annulé/abandonné  | annulé/abandonné | annulé/abandonné |